# هكذا ولدت (أغنية)
«هكذا ولدت» (بالإنجليزية: "Born This Way")‏ هي أغنية للمغنية الأميركية ليدي غاغا. صدرت من ألبوم الإستوديو الثاني لها هكذا ولدت، في 11 فبراير 2011.